# Prichsenstadt
Prichsenstadt è un comune tedesco di 3 229 abitanti, situato nel land della Baviera.